# Dublin Intl. GP of Race Walking 2011
18. Dublin Intl. GP of Race Walking – zawody lekkoatletyczne w chodzie sportowym, które odbyły się w Dublinie 26 czerwca 2011.

## Rezultaty
| Konkurencja:           | 1. miejsce   | Rezultat   | 2. miejsce          | Rezultat   | 3. miejsce     | Rezultat      |
| Chód na 20 km kobiet   | Liu Hong     | 1:29:44    | Olive Loughnane     | 1:31:55 SB | Jamy Franco    | 1:32:48 NR PB |
| Chód na 20 km mężczyzn | Wang Zhen    | 1:19:46    | Hassanine Sbaï      | 1:20:23    | Giorgio Rubino | 1:20:44 SB    |
| Chód na 50 km mężczyzn | Antti Kempas | 4:02:37 SB | Basant Bahadur Rana | 4:10:51 SB | Eddy Roze      | 4:14:12 SB    |